# Volga Nijni Novgorod
Maillots
Le Volga Nijni Novgorod (en russe : «Волга» Нижний Новгород) est un club de football russe basé à Nijni Novgorod.

## Historique
- 1963 : fondation du club sous le nom de Volga, à la suite de la fusion du Torpedo et du Raketa.
- 1964 : accession à la première division soviétique. Le club est relégué en fin de saison.
- 1984 : disparition du club.
- 1998 : refondation sous le nom de Elektronika.
- 2004 : le club est renommé Volga.
- 2011 : accession à la première division russe.
- 2012 : absorption du FK Nijni Novgorod.
- 2014 : relégation en deuxième division.
- 2016 : disparition du club. Son club-école de l'Olimpiets Nijni Novgorod le remplace dans la foulée en championnat[1].

## Bilan sportif

### Classements en championnat
La frise ci-dessous résume les classements successifs du club en championnat.

### Bilan par saison
| Saison    | Championnat       | Championnat | Championnat | Championnat | Championnat | Championnat | Championnat | Championnat | Championnat | Championnat | Coupe de Russie     |
| Saison    | Division          | Pos         | Pts         | J           | V           | N           | D           | BP          | BC          | Diff        | Coupe de Russie     |
| --------- | ----------------- | ----------- | ----------- | ----------- | ----------- | ----------- | ----------- | ----------- | ----------- | ----------- | ------------------- |
| 1999      | 4e Povoljié       | 7e          | 45          | 32          | 14          | 3           | 15          | 46          | 48          | -2          | —                   |
| 2000      | 4e Povoljié       | 2e          | 43          | 22          | 13          | 4           | 5           | 41          | 21          | +20         | —                   |
| 2000      | Phase finale      | 3e          | 42          | 22          | 12          | 5           | 5           | 45          | 19          | +26         | —                   |
| 2001      | 3e Oural-Povoljié | 9e          | 49          | 34          | 13          | 10          | 11          | 54          | 43          | +11         | —                   |
| 2002      | 3e Oural-Povoljié | 6e          | 44          | 30          | 12          | 8           | 10          | 40          | 38          | +2          | Deuxième tour       |
| 2003      | 3e Oural-Povoljié | 14e         | 38          | 38          | 11          | 5           | 22          | 41          | 62          | -21         | Deuxième tour       |
| 2004      | 3e Oural-Povoljié | 12e         | 45          | 36          | 12          | 9           | 15          | 41          | 46          | -5          | Deuxième tour       |
| 2005      | 3e Oural-Povoljié | 6e          | 57          | 36          | 15          | 12          | 9           | 44          | 30          | +14         | Troisième tour      |
| 2006      | 3e Oural-Povoljié | 7e          | 38          | 24          | 10          | 8           | 6           | 31          | 23          | +8          | Deuxième tour       |
| 2007      | 3e Oural-Povoljié | 4e          | 50          | 26          | 15          | 5           | 6           | 52          | 30          | +22         | Troisième tour      |
| 2008      | 3e Oural-Povoljié | 1er         | 78          | 34          | 23          | 9           | 2           | 73          | 23          | +50         | Deuxième tour       |
| 2009      | 2e                | 4e          | 65          | 38          | 17          | 14          | 7           | 54          | 32          | +22         | Huitièmes de finale |
| 2010      | 2e                | 2e          | 71          | 38          | 19          | 14          | 5           | 62          | 25          | +37         | Cinquième tour      |
| 2011-2012 | 1re               | 14e         | 41          | 44          | 12          | 5           | 27          | 37          | 60          | -23         | Huitièmes de finale |
| 2011-2012 | 1re               | 14e         | 41          | 44          | 12          | 5           | 27          | 37          | 60          | -23         | Demi-finales        |
| 2012-2013 | 1re               | 12e         | 29          | 30          | 7           | 8           | 15          | 28          | 46          | -18         | Seizièmes de finale |
| 2013-2014 | 1re               | 15e         | 21          | 30          | 6           | 3           | 21          | 22          | 65          | -43         | Seizièmes de finale |
| 2014-2015 | 2e                | 13e         | 40          | 34          | 12          | 4           | 18          | 44          | 57          | -13         | Quatrième tour      |
| 2015-2016 | 2e                | 10e         | 51          | 38          | 14          | 9           | 15          | 39          | 37          | -2          | Seizièmes de finale |

Légende
- Promotion en division supérieure
- Relégation en division inférieure

## Palmarès
- Championnat de Russie D2 :
  - Vice-champion : 2010.
- Championnat de Russie D3 :
  - Champion : 2008 (zone Oural-Povoljié).

## Personnalités

### Entraîneurs
La liste suivante présente les différents entraîneurs connus du club.
- Vladimir Zinoviev (1998-2004)
- Sergueï Frantsev (2005)
- Vladimir Zinoviev (2006-2007)
- Sergueï Petrenko (décembre 2007-juin 2009)
- Sergueï Perednia (juin 2009-juillet 2009)
- Khazret Dychekov (juillet 2009-novembre 2009)
- Aleksandr Pobegalov (novembre 2009-mai 2010)
- Omari Tetradze (mai 2010-juin 2011)
- Dmitri Cheryshev (juin 2011-juin 2012)
- Gadji Gadjiev (juillet 2012-décembre 2012)
- Yuriy Kalitvintsev (janvier 2013-mars 2014)
- Andreï Talalaïev (mars 2014-juin 2016)

### Joueurs emblématiques
Les joueurs internationaux suivants ont joué pour le club. Ceux ayant évolué en équipe nationale lors de leur passage au Volga sont marqués en gras.
Russie
- Ievgueni Aldonine
- Dmitri Bulykine
- Taras Burlak
- Andreï Kariaka
- Denis Kolodine
- Ilia Maksimov
- Dmitri Sytchev
- Andreï Iechtchenko

Pays de l'ex-URSS
- Artur Sarkisov
- Vagif Javadov
- Anton Putsila
- Igor Stasevich
- Gogita Gogua
- Gia Grigalava
- Gocha Khojava
- Otar Martsvaladze
- Giorgi Navalovski
- Edik Sadzhaya
- Lasha Salukvadze
- Mate Vatsadze
- Valeri Kitchine
- Vitalie Bordian
- Simeon Bulgaru
- Sanzhar Tursunov

Europe
- Petar Jelić
- Dani Bondar
- Romeo Castelen
- Marcin Kowalczyk
- Piotr Polczak
- Mihăiță Pleșan
- Adrian Ropotan

Amérique
- Luton Shelton